# Chöch tolbot chümüüs
Chöch tolbot chümüüs (mong. Хөх толбот хүмүүс, ang. The Men with Blue Dots) – mongolski dramat z 2011 roku w reżyserii Szadawyn Dordżsürena.

## Opis fabuły
Film opowiada historię młodego człowieka, który decyduje się wyjechać za granicę, do Francji. Tam przeżywa szok kulturowy i zderza się z rzeczywistością, której dotychczas nie znał, ponieważ jeszcze nigdy nie opuszczał swojej rodzinnej miejscowości w Mongolii.

## Obsada[2]
- Törsajchany Erdenbajar – Günbold
- Pürewdawaa Battör – Dżaamaa
- Amglanbaatar Möngöndzul – Anchmaa
- Cegmedijn Tömörbaatar – Ganbaa
- Sunam Uudam – młody Ganbaa